# Когнитивная география
Когнити́вная геогра́фия — направление географии, изучающее пространственные представления, механизмы их формирования и использования в различных аспектах человеческой деятельности.

## Общие сведения
Когнитивная география — неотъемлемая часть когнитивной науки, изучающей познание и разум во всех аспектах их существования.
Когнитивная география наследует и расширяет поведенческую (бихевиористскую) географию. Более широкий концептуальный базис когнитивной географии по сравнению с поведенческой обеспечивается бо́льшими возможностями когнитивной науки по сравнению с поведенческой психологией, лежащей в основе поведенческой географии.
В отличие от поведенческой психологии, изучающей поведение человека, когнитивная психология рассматривает поведение как элемент целостной системы: «язык — мышление — поведение». Аналогичным образом когнитивная география рассматривает пространственное поведение как элемент системы «языковой образ пространства — пространственное мышление — пространственное поведение».
Предмет изучения когнитивной географии можно разделить на несколько зон, связанных с пространственными представлениями людей:
- психогеографическая зона (механизмы восприятия пространственной информации)
- социогеографическая зона (массовые пространственные представления, стереотипы, оценки и поведение людей)
- культурно-географическая зона (пространственные представления, закреплённые и используемые в культуре)
- лингвогеографическая зона (пространственные представления, закреплённые и используемые в языке)

Когнитивная география находится в тесной взаимосвязи с картографией и геоинформатикой, социальной географией и социологией, политологией, культурологией, лингвистикой и другими науками.
Когнитивная география — одно из основных направлений культурной географии. Культурно-географическая зона когнитивной географии входит частью в гуманитарную географию.

## Когнитивная география в России
В России когнитивная география как научная и учебная дисциплина начала развиваться в конце 1990-х гг. Количество научных публикаций по когнитивной географии не превышает первых десятков. Нет ни одной монографии и ни одного учебного пособия. Как отдельная учебная дисциплина когнитивная география преподаётся только на географическом факультете Московского государственного университета имени М. В. Ломоносова.
В то же время когнитивная география входит в кандидатский минимум по географическим наукам. В разделе «Поведенческая география» «Программы-минимум кандидатского экзамена по специальности 25.00.24 „Экономическая, социальная и политическая география“ по географическим наукам» читаем:

География восприятия. Факторы, влияющие на формирование образов и представление о территории. Роль поведенческой (бихевиористской) географии и географии восприятия в оптимизации пространства, размещении производства и формировании жизненной среды человека. Представление о когнитивной географии.

В разделе «Политико-психологические феномены в массовом сознании» «Программы-минимум кандидатского экзамена по специальности 19.00.12 „Политическая психология“ по политическим и психологическим наукам» когнитивной географии посвящена одна строка:

Вклад когнитивной географии в изучение психологических компонентов международных процессов.